# امیلکار کابرال
امیلکار کابرال (انگلیسی: Amílcar Cabral؛ ۱۲ سپتامبر ۱۹۲۴ – ۲۰ ژانویهٔ ۱۹۷۳) سیاستمدار، مهندس برزشناسی، شاعر، تئوریسین، ناسیونالیست و دیپلمات اهل گینه بیسائو بود. او یکی از رهبران اصلی ضد استعمار و امپریالیسم‌ستیزی آفریقا بود.

## ترور
امیلکار کابرال در ۲۰ ژانویه ۱۹۷۳، حدود هشت ماه قبل از اعلام استقلال گینه بیسائو ترور شد.